# 河井信太郎
河井 信太郎（かわい のぶたろう、1913年10月1日 - 1982年11月15日）は、愛知県宝飯郡蒲郡町（現・蒲郡市）出身の検事。「東京地検特捜部生みの親」とされる。

## 経歴

### 戦前
1913年（大正2年）10月1日に愛知県宝飯郡蒲郡町（現・蒲郡市）に生まれ、愛知県立蒲郡農学校（現・愛知県立蒲郡高等学校）在学中に兄のいる東京に上京した。東京実業学校から中央大学法学部の夜間部を経て、高等文官試験に合格。官吏になるまでの間、海軍経理学校短期現役学生（いわゆる短現組）に選ばれたエリートであった。そこで経理・会計を修得したことが、のちの特捜時代に役立った。
東京地方検察庁の隠退蔵事件捜査部が1949年に東京地検特捜部に改組された時から特捜部に加わっており、経済事犯に対応するため中央大学経理研究所などで制度確立のための研究に没頭していた。「株式会社の役職員の刑事責任」「会計上の粉飾と法律上の責任」で法学博士号を取得した
昭電疑獄でのちの特捜部の捜査の流れである帳簿捜査を確立したとされている。その後、造船疑獄では主任検事として大野伴睦の取り調べから4人の代議士の逮捕に及んだ際には、国会に喚問され野党議員から「国のためにしゃべって検事をやめろ」、「お前には勇気はないのか」など激しく詰め寄られたが、守秘義務を理由に金をもらっていた議員や政府高官の名前の公表を拒みきった。
その後も武州鉄道汚職事件、東京都議会黒い霧事件、吹原・森脇事件、田中彰治事件、共和精糖事件、日通事件など多くの複雑多岐にわたる知能犯会社事件の捜査・取調べにあたり　「鬼検事」の名をほしいままにした。多くの特捜検事を育てたことでも知られ、「東京地検特捜部生みの親」といわれている。
但し、河合の後輩検事で、後の検事総長伊藤栄樹は「河井検事は、たしかに不世出の捜査検事だったと思う。氏の事件を"カチ割って"前進する迫力は、だれも及ばなかったし、また、彼の調べを受けて自白しない被疑者はいなかった。しかし、これが唯一の欠点といってよいと思うが、氏は、法律家とはいえなかった。 法律を解釈するにあたって、無意識で捜査官に有利に曲げてしまう傾向が見られた。」と指摘する。

### 戦後
戦後、主として黎明期の東京地検特捜部に経済検事出身の馬場義続（東京地検検事正）らと共に、田中萬一（東京地検次席検事）、山本清二郎（東京地検特捜部長）、そして河井信太郎（東京地検主任検事）ら私立大学である中央大学出身者が引き上げられたことから、のちに検察内部では東大閥と中大閥との主導権争いが「中東戦争」などと称されたように拮抗した存在として知られてゆくこととなる。1982年11月15日、夫人同伴で旅行先の京都で心不全にて死去。

### 年表
- 1938年11月 - 高等文官試験司法科試験に合格。
- 1939年3月 - 中央大学法学部を卒業。
- 1939年4月 - 司法官試補に任官。海軍経理学校、海軍主計大尉。
- 1944年5月 - 検事に任官。東京刑事地区裁検事、
- 1945年8月 - 静岡地方裁判所沼津支部兼沼津区裁検事、東京地方検察庁検事、司法研修所教官。
- 1957年7月 - 法務省刑事局刑事課長。
- 1959年6月 - 法務省在外研究員（アメリカ、イギリス、ドイツ、フランス、イタリアなどに出張）
- 1961年7月 - 東京地方検察庁特捜部長
- 1965年9月 - 東京地方検察庁次席検事 - 日通事件をめぐって井本台吉検事総長と対立。
- 1968年9月 - 最高検察庁検事
- 1971年1月 - 水戸地方検察庁検事正
- 1972年 - 横浜地方検察庁検事正
- 1973年 - 広島高等検察庁検事長
- 1975年 - 大阪高等検察庁検事長。

## 著書
- 河井信太郎『検察読本』商事法務研究会、1979年
- 河井信太郎『特捜検事ノート』中央公論社（中公文庫）、1986年

## 関連事項
- 検察庁#特捜検察と公安検察参照
- 吉永祐介
- 帝人事件
- 鬼畜 (松本清張) - 松本清張の短編小説とそれを原作とした映画・テレビドラマ。松本が河井から聞いた、実際に起きた殺人事件の話をベースにしている。